# 天鷹座44
天鷹座44，又名BD-06 5960，HD 211434、SAO 145993、HR 8504，是天鷹座的一颗恒星，视星等为5.75，位于銀經56.54，銀緯-47.35，其B1900.0坐标为赤經22h 11m 53.2s，赤緯-5° -47.35′ 12″。